# Велемун
Велемун (Gentiana acaulis) је вишегодишња зимзелена перена из породице линцура (Gentianaceae). Позната је и под именима Кохов срчаник, Кохов енцијан, Кохова сириштара, велецвјетна владисавка, трава од утробице и плућни срчаник.
У Србији се велемун налази на листи строго заштићених врста.

## Етимологија
Латинско име рода Gentiana, према једној од легенди, доводи се у везу са краљем Илирије Генцијусом, коме је Хермес, гласник богова, скренуо пажњу на њена лековита својства и препоручио њену употребу против куге.
Име врсте acaulis потиче из грчког језика, од речи a = без и kaulos = стабло (без стабла, нема стабло), на шта указује и народно име на енглеском језику stemless gentian (без дршке).

## Распрострањеност
Велемун је пореклом је из централне и јужне Европе. Од природе расте од Шпаније на истоку до Балканског полуострва, у планинским подручјима Алпа, Пиринеја и Карпата.
У Србији се, између осталог, може наћи у Специјалном резервату природе Гутавица на Пештеру. Као природна реткост налази се на листи строго заштићених врста. Такође расте и на планинским ливадама на планинама Црне Горе, на Јахорини и другим стаништима у региону.

## Станиште
Велемун расте на алпским травњацима, стеновитим ливадама и у субалпским шумама, на надморским висинама од 750 до 3.000 m. У Румунији, на обронцима Карпата, може срести и на ливадама у подножју шумских подручја. Преферира осунчане положаје и кисела земљишта, мада се може наћи и на кречњаку или пешчару, на местима која су богата минералима, али добро дренирана, са мало органских материја. Изузетно је отпорна на хладноћу и екстремне временске услове.

## Опис
Велемун је вишегодишња биљка. Ниска је, са кратком стабљиком, висине до 10 а чешће 3 – 6 cm. Листови су зимзелени. У основи су овални до елиптичн, скупљени у розету пречника око 20 cm, полеглу по тлу.
Цветови су крупни, у облику трубе, упадљиве тамноплаве боје са маслинасто зеленим уздужним пругама. Расту на кратким усправним стабљикама, па изгледа као да леже на врху тепиха од лишћа. Цветна стабљика има 1 – 2 пара листова, или је често без листова. Цвета од касног пролећа до раног лета.

## Употреба у хортикултури
Велемун се узгаја у расадницима као декоративна врста. Дуговечна је вишегодишња, зимзелена цветница, једноставна за одржавање. Изузетно је издржљива и добар је покривач тла, висине до 10 cm и пречника до 20 cm.. Првенствено се користи у алпинумима, где формира мале групе од неколико биљака. Воли пуно сунца и врло је отпоран. Цвета у касно пролеће и лето.
Подложан је нападима пужева, голаћа и лисних ваши. Склон је трулежи корена.
Као декоративна врста добио је награду Award of Garden Merit Краљевског хортикултурног друштва.

### Таксономија
Блиско сродна и веома слична велемуну је сириштара или Клузијев енцијан (Gentiana clusii). Разликују се по томе што сириштара има краће листове, а њени цветови немају маслинастозелене пруге. Осим тога, за разлику од велемуна,  преферира кречњачка (алкална) земљишта.

### Лековита својства
Корен велемуна, слично другим врстама из рода линцура, користи се у народној медицини за лечење дигестивних поремећаја, стимулацију апетита, за справљање лековитих тоника, као помоћно средство против пушења и за козметичке препарате.
У  фармакопеји се такође користи корен жуте линцуре (Gentiana lutea) који садржи хетерозиде горког укуса, који су њени главни лековити састојци. Неки међу њима се сматрају најгорчим супстанцама. Због тога је линцура најтипичнији и најбољи amarum tonicum (горки тоник), који горчином својих хетерозида стимулише покретљивост желуца и изазива јаче лучење желудачног сока, појачава пражњење жучне кесе и лучење жучи. У народној медицини су као лековите, осим жуте линцуре и велемуна посебно цењене прострел (Gentiana cruciata) и пегава линцура (арнаутски равен, Gentiana punctata).

## Заштита
Велемун и друге врсте из рода линцура изузетно су цењене врсте због своје лековитости, па су чак и мета озбиљне противзаконите трговине у многим земљама, међу којима је и Србија. Део биљке који се сакупља је корен. Правилно прикупљање корена подразумева да се, приликом његовог вађења, глава корена са пупољцима врати у земљу, да би се тиме омогућило даље размножавање ове угрожене биљне врсте. Непоштовање овог правила довело је до драстичног смањења броја примерака више врста из породице линцура, међу којима је и велемун. Због тога се у Србији нашао на листи строго заштићених врста.
Заштита заштићених дивљих врста спроводи се ограничењем коришћења, забраном уништавања и предузимања других активности којима се наноси штета врстама и њиховим стаништима, као и предузимањем прописаних мера и активности на управљању популацијама. Заштићене дивље врсте могу се користити под условима и на начин прописан Законом о заштити природе.

## Утицај у култури
Цвет налик велемуну и сродним врстама налази се на аверсу аустријских кованица од 0,01 евра, као симбол одговорног понашања према животној средини. Велемун се нашао и на поштанским маркама више држава. Међу њима су албанска, у серије „Заштићене врсте”, из 1975, бугарска из 1968. и аустријска из 1948. године.
- Галерија слика
- Хабитус биљке
- Цвет велемуна
- Листови у розети
- На планинској ливади
- На камењару
- У расаднику
- У алпинуму